# Sougeal
Sougeal (appelée Sougéal jusqu'en décembre 2021), est une commune française située dans le département d'Ille-et-Vilaine en région Bretagne, peuplée de 544 habitants.

## Géographie
La commune de Sougeal se trouve dans le canton de Dol-de-Bretagne (département d'Ille-et-Vilaine, région Bretagne). Elle est rattachée à la Communauté de communes du pays de Dol et de la Baie du Mont Saint-Michel.

### Localisation
Sougeal est située à 15 km au sud du Mont Saint-Michel (Manche), à 46 km à l'est de Saint-Malo, à 21 km à l'est de Dol-de-Bretagne, à 53 km au nord de Rennes, à 34 km à l'ouest de Fougères et à 28 km au sud d'Avranches (Manche).
| Pleine-Fougères | Pontorson (Manche)           | Aucey-la-Plaine (Manche) |
| Vieux-Viel      | Sougeal                      | Sacey (Manche)           |
|                 | La Fontenelle (Val-Couesnon) | Antrain (Val-Couesnon)   |

### Hydrographie
Pour un article plus général, voir Réseau hydrographique d'Ille-et-Vilaine.
La commune est située dans le bassin Loire-Bretagne. Elle est drainée par le Couesnon, le ruisseau de Tréhel et la Bouessière, et un autre petit cours d'eau,.
Le Couesnon, d'une longueur de 97 km, prend sa source dans la commune de Saint-Pierre-des-Landes et se jette  dans la Manche au niveau du Mont-Saint-Michel, après avoir traversé 25 communes. 

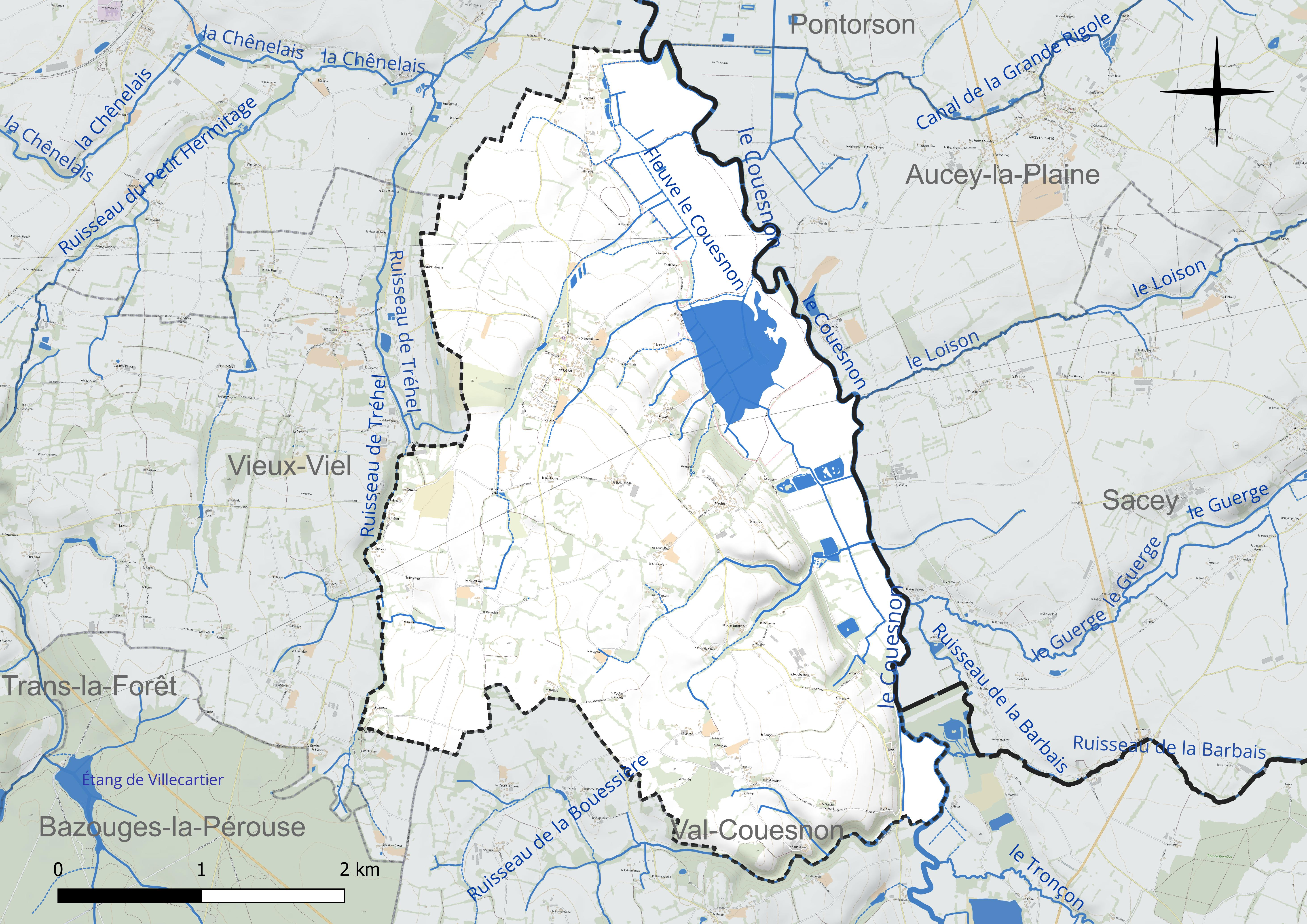
Réseau hydrographique de Sougeal.

### Climat
Pour des articles plus généraux, voir Climat de la Bretagne et Climat d'Ille-et-Vilaine.
En 2010, le climat de la commune est de type climat océanique franc, selon une étude du CNRS s'appuyant sur une série de données couvrant la période 1971-2000. En 2020, Météo-France publie une typologie des climats de la France métropolitaine dans laquelle la commune est exposée à un climat océanique et est dans la région climatique Bretagne orientale et méridionale, Pays nantais, Vendée, caractérisée par une faible pluviométrie en été et une bonne insolation. Parallèlement l'observatoire de l'environnement en Bretagne publie en 2020 un zonage climatique de la région Bretagne, s'appuyant sur des données de Météo-France de 2009. La commune est, selon ce zonage, dans la zone « Intérieur Est », avec des hivers frais, des étés chauds et des pluies modérées.
Pour la période 1971-2000, la température annuelle moyenne est de 11,4 °C, avec une amplitude thermique annuelle de 12,2 °C. Le cumul annuel moyen de précipitations est de 870 mm, avec 12,7 jours de précipitations en janvier et 7,9 jours en juillet. Pour la période 1991-2020, la température moyenne annuelle observée sur la station météorologique la plus proche, située sur la commune de Pontorson à 5 km à vol d'oiseau, est de 11,9 °C et le cumul annuel moyen de précipitations est de 821,3 mm,. Pour l'avenir, les paramètres climatiques de la commune estimés pour 2050 selon différents scénarios d'émission de gaz à effet de serre sont consultables sur un site dédié publié par Météo-France en novembre 2022.

## Urbanisme

### Typologie
Au 1er janvier 2024, Sougeal est catégorisée commune rurale à habitat dispersé, selon la nouvelle grille communale de densité à sept niveaux définie par l'Insee en 2022.
Elle est située hors unité urbaine et hors attraction des villes,.

### Occupation des sols

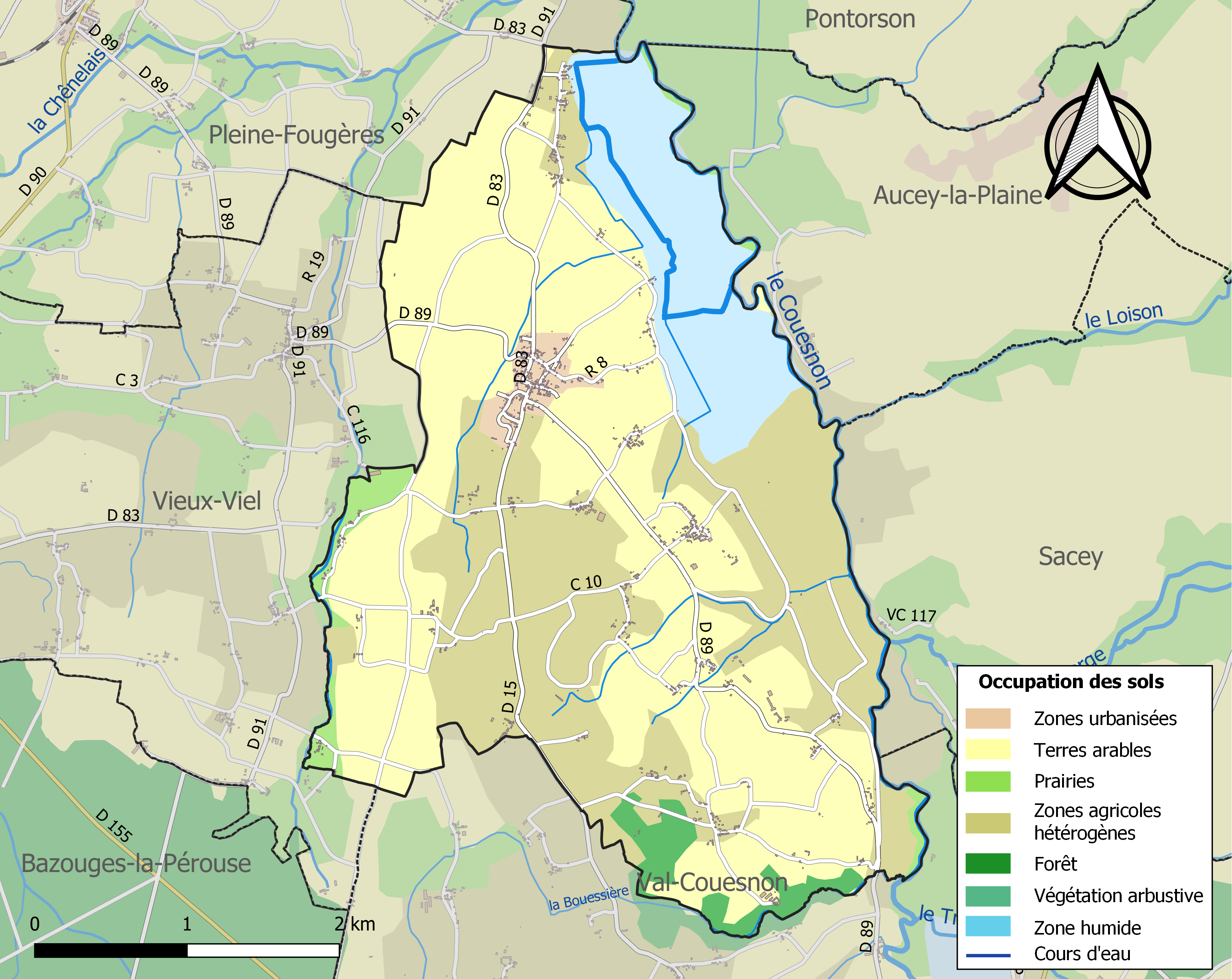
Carte des infrastructures et de l'occupation des sols de la commune en 2018 (CLC).

L'occupation des sols de la commune, telle qu'elle ressort de la base de données européenne d'occupation biophysique des sols Corine Land Cover (CLC), est marquée par l'importance des territoires agricoles (83,6 % en 2018), en diminution par rapport à 1990 (95,7 %). La répartition détaillée en 2018 est la suivante : terres arables (48 %), zones agricoles hétérogènes (33,4 %), zones humides intérieures (12,1 %), forêts (2,4 %), prairies (2,2 %), zones urbanisées (1,9 %).
L'IGN met par ailleurs à disposition un outil en ligne permettant de comparer l'évolution dans le temps de l'occupation des sols de la commune (ou de territoires à des échelles différentes). Plusieurs époques sont accessibles sous forme de cartes ou photos aériennes : la carte de Cassini (XVIIIe siècle), la carte d'état-major (1820-1866) et la période actuelle (1950 à aujourd'hui).

## Toponymie
Le nom de la localité est attesté sous les formes Ecclesia de Solo Gallo au XIe siècle, Soial en 1249, parochia de Sollogallo en 1516.[réf. nécessaire]
Le nom de la commune se prononce [suʒa] en gallo et est retranscrit sous la forme Souja. Le gentilé est Sougealais.
La commune de Sougéal change officiellement de nom pour devenir Sougeal en décembre 2021.

## Histoire
Sougéal doit son origine à un riche prieuré.
Cette paroisse existait déjà au XIe siècle. Le prieuré de Sougéal dépendait à cette époque de l'abbaye de Marmoutiers (près de Tours).

## Politique et administration

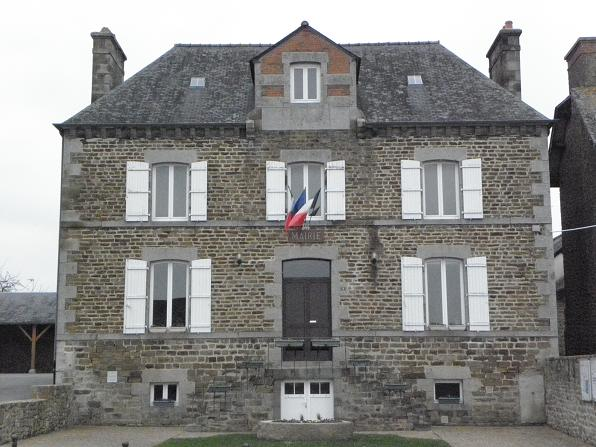
La mairie.

### Élections municipales et communautaires

#### Liste des maires
| Période                                  | Période   | Identité           | Étiquette | Qualité                      |
| ---------------------------------------- | --------- | ------------------ | --------- | ---------------------------- |
| 1955                                     | juin 1995 | Julien Chapdelaine |           |                              |
| juin 1995                                | mars 2008 | Constant Haugeard  |           | Retraité de l'Armée de l'air |
| mars 2008                                | mars 2014 | Abel Goré          |           | Retraité                     |
| mars 2014                                | En cours  | Rémi Chapdelaine   | SE        | Agriculteur                  |
| Les données manquantes sont à compléter. |           |                    |           |                              |

## Équipements et services publics
→ Conseils pour la rédaction de cette section.

## Population et société

### Démographie
L'évolution du nombre d'habitants est connue à travers les recensements de la population effectués dans la commune depuis 1793. Pour les communes de moins de 10 000 habitants, une enquête de recensement portant sur toute la population est réalisée tous les cinq ans, les populations de référence des années intermédiaires étant quant à elles estimées par interpolation ou extrapolation. Pour la commune, le premier recensement exhaustif entrant dans le cadre du nouveau dispositif a été réalisé en 2007.
En 2022, la commune comptait 544 habitants, en évolution de −10,08 % par rapport à 2016 (Ille-et-Vilaine : +5,46 %, France hors Mayotte : +2,11 %).
| 1793  | 1800  | 1806  | 1821  | 1831  | 1836  | 1841  | 1846  | 1851  |
| ----- | ----- | ----- | ----- | ----- | ----- | ----- | ----- | ----- |
| 1 071 | 1 133 | 1 122 | 1 259 | 1 283 | 1 223 | 1 107 | 1 129 | 1 143 |

| 1856  | 1861  | 1866  | 1872  | 1876  | 1881  | 1886  | 1891  | 1896  |
| ----- | ----- | ----- | ----- | ----- | ----- | ----- | ----- | ----- |
| 1 182 | 1 204 | 1 206 | 1 165 | 1 244 | 1 246 | 1 301 | 1 236 | 1 238 |

| 1901  | 1906  | 1911  | 1921 | 1926 | 1931 | 1936 | 1946 | 1954 |
| ----- | ----- | ----- | ---- | ---- | ---- | ---- | ---- | ---- |
| 1 197 | 1 198 | 1 157 | 975  | 975  | 952  | 898  | 811  | 803  |

| 1962 | 1968 | 1975 | 1982 | 1990 | 1999 | 2006 | 2007 | 2012 |
| ---- | ---- | ---- | ---- | ---- | ---- | ---- | ---- | ---- |
| 764  | 703  | 687  | 618  | 626  | 586  | 606  | 609  | 654  |

| 2017 | 2022 | - | - | - | - | - | - | - |
| ---- | ---- | - | - | - | - | - | - | - |
| 570  | 544  | - | - | - | - | - | - | - |

### Manifestations culturelles et festivités
Chaque dernier dimanche de juillet, « fête de l'oie » à Sougeal : dégustation d'oies locales cuites au four à pain.

### Sports et loisirs
La « maison du marais » propose des informations et activités nature.
Des visites de découverte commentée du marais sont parfois organisées.

## Économie
→ Conseils pour la rédaction de cette section.

## Culture locale et patrimoine

### Lieux et monuments
- La présence d'un menhir situé au Bois-Robert à Sougeal et appelé la  Roche au Diable, laisse à penser que les lieux étaient déjà habités au Néolithique (4000 ans av. J.-C.).
- Église Saint-Jean-Baptiste : tour édifiée par l'architecte Anger de la Loriais.
- Chapelle Saint-Pierre située au hameau de la Selle avec, à proximité, une grotte construite en 1945 rappelant Notre-Dame-de-Lourdes.
- La réserve naturelle régionale du Marais de Sougeal.
- Passerelle piétonnière au-dessus du Couesnon reliant les marais de Sougeal et d'Aucey en Normandie[27].

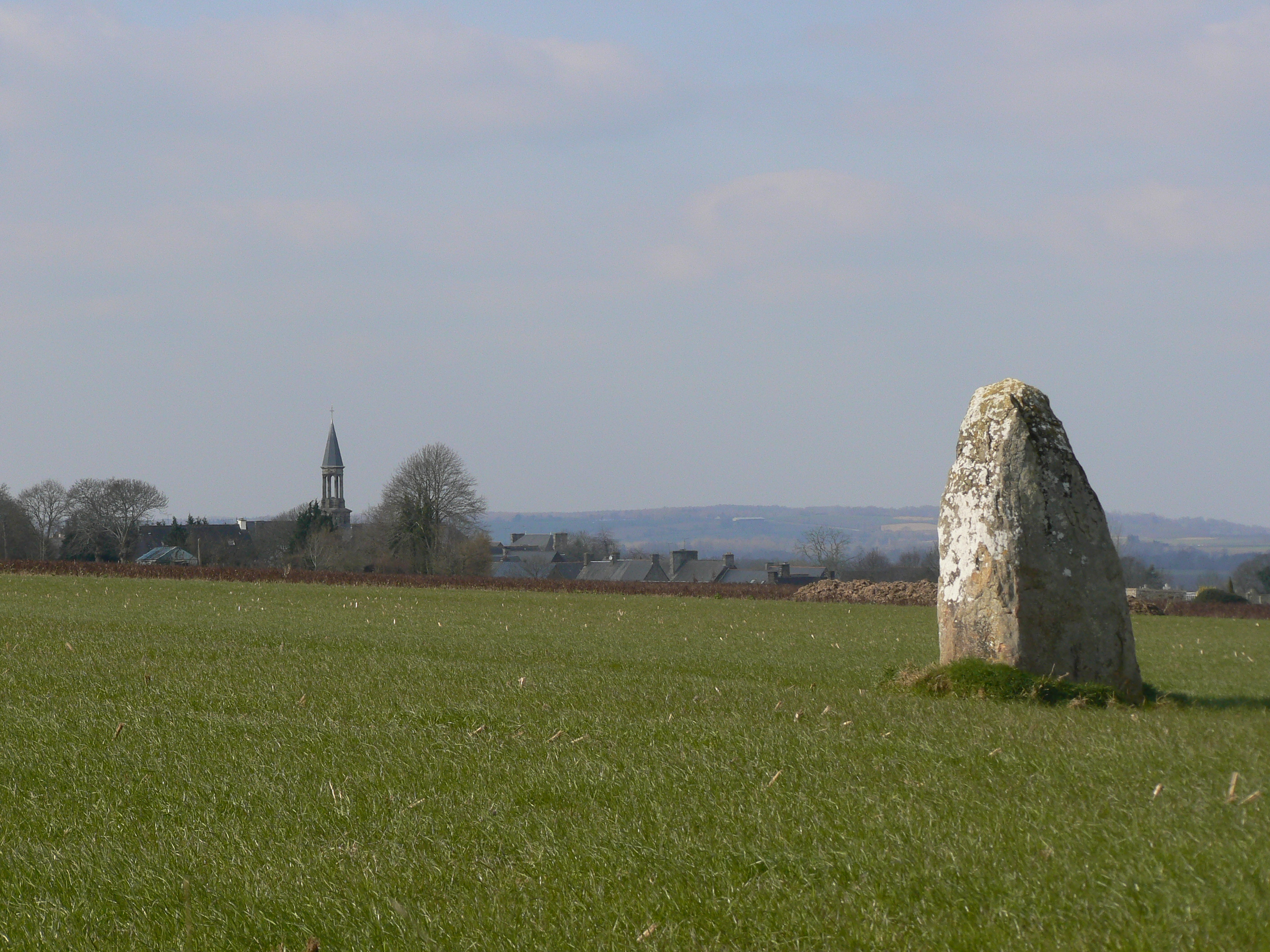
Le bourg et le menhir de la Roche au Diable.
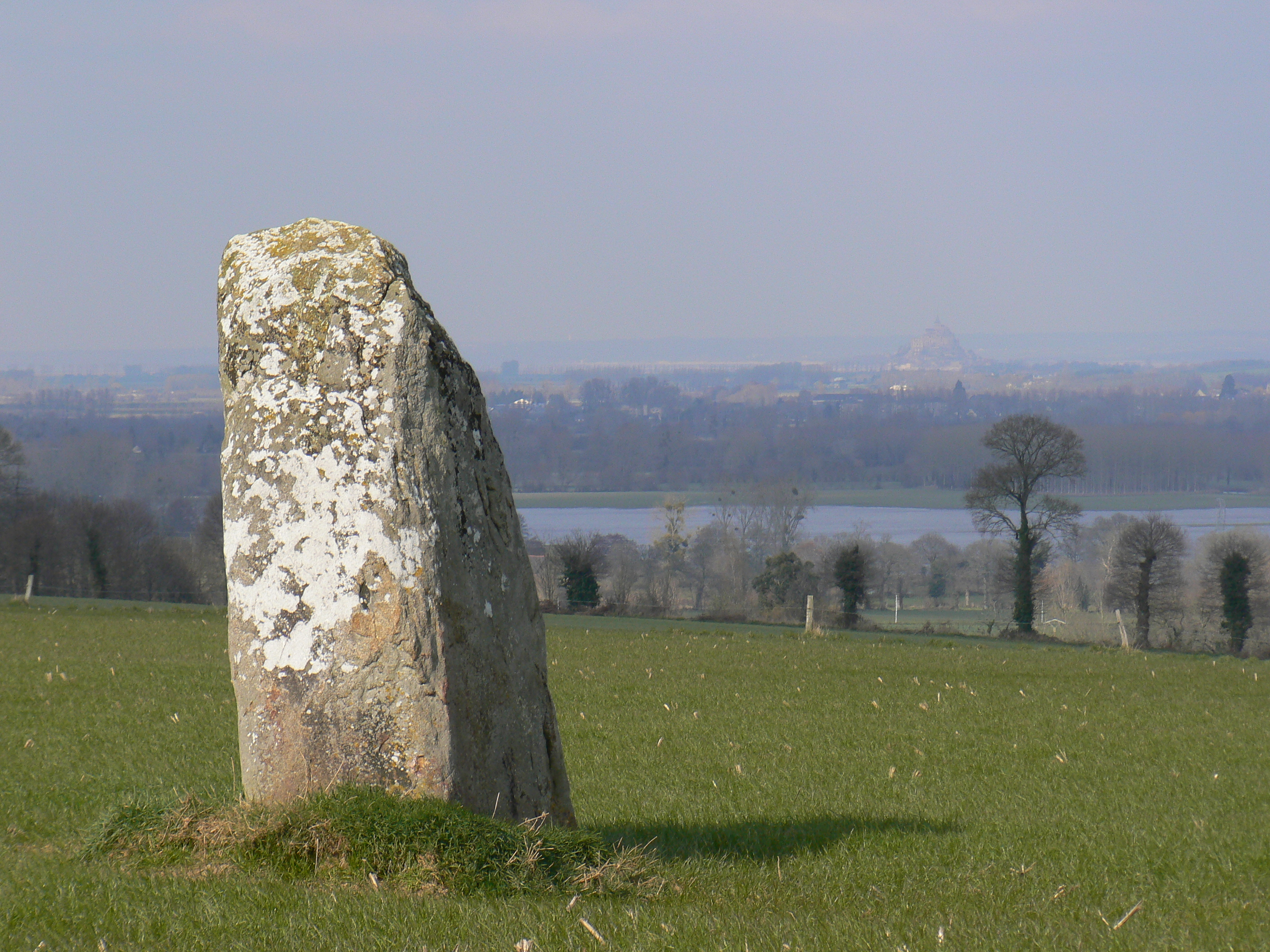
Le menhir de la Roche au Diable avec vue sur le mont Saint-Michel.
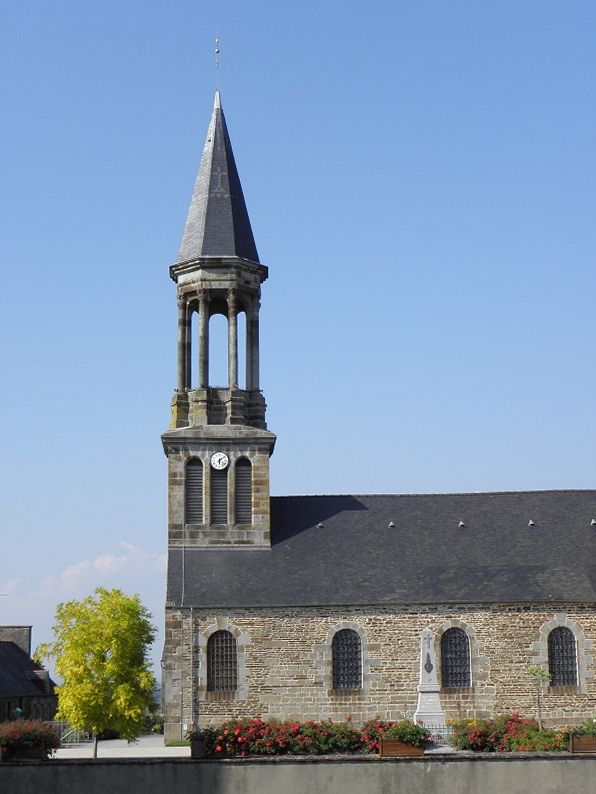
L'église Saint-Jean-Baptiste de Sougeal.
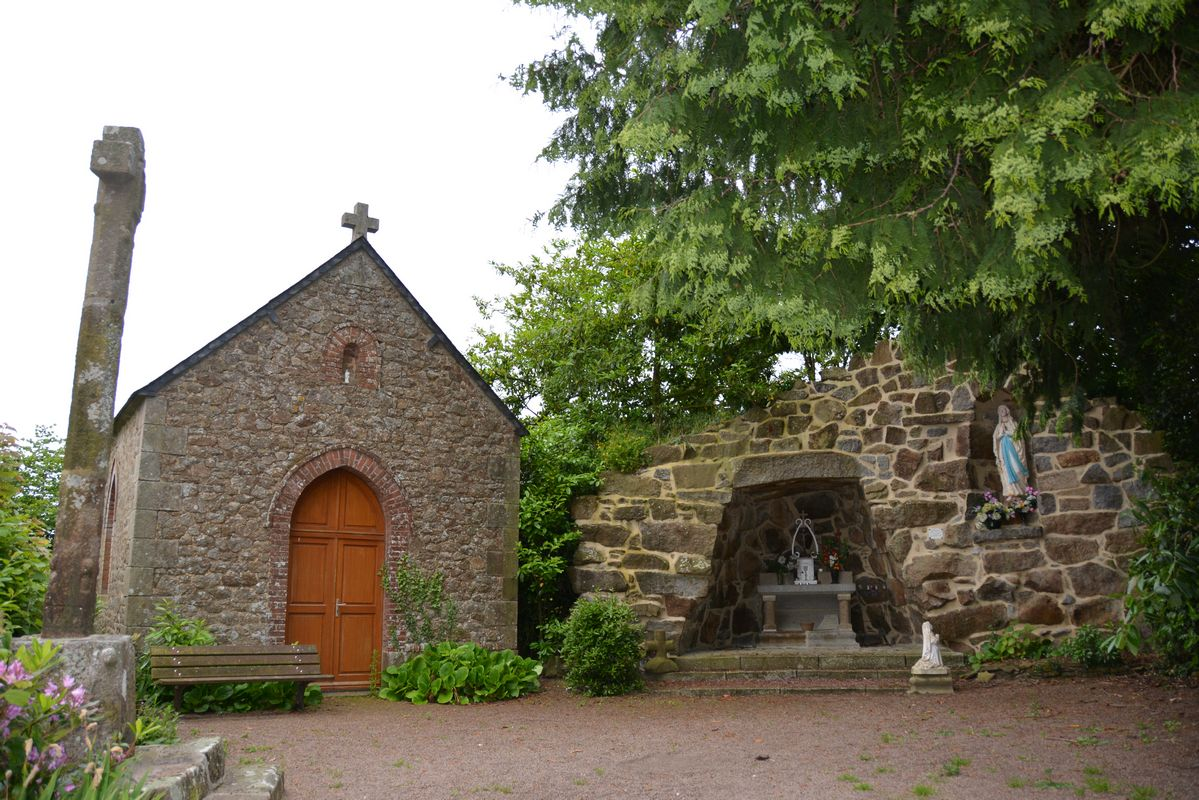
La chapelle Saint-Pierre.
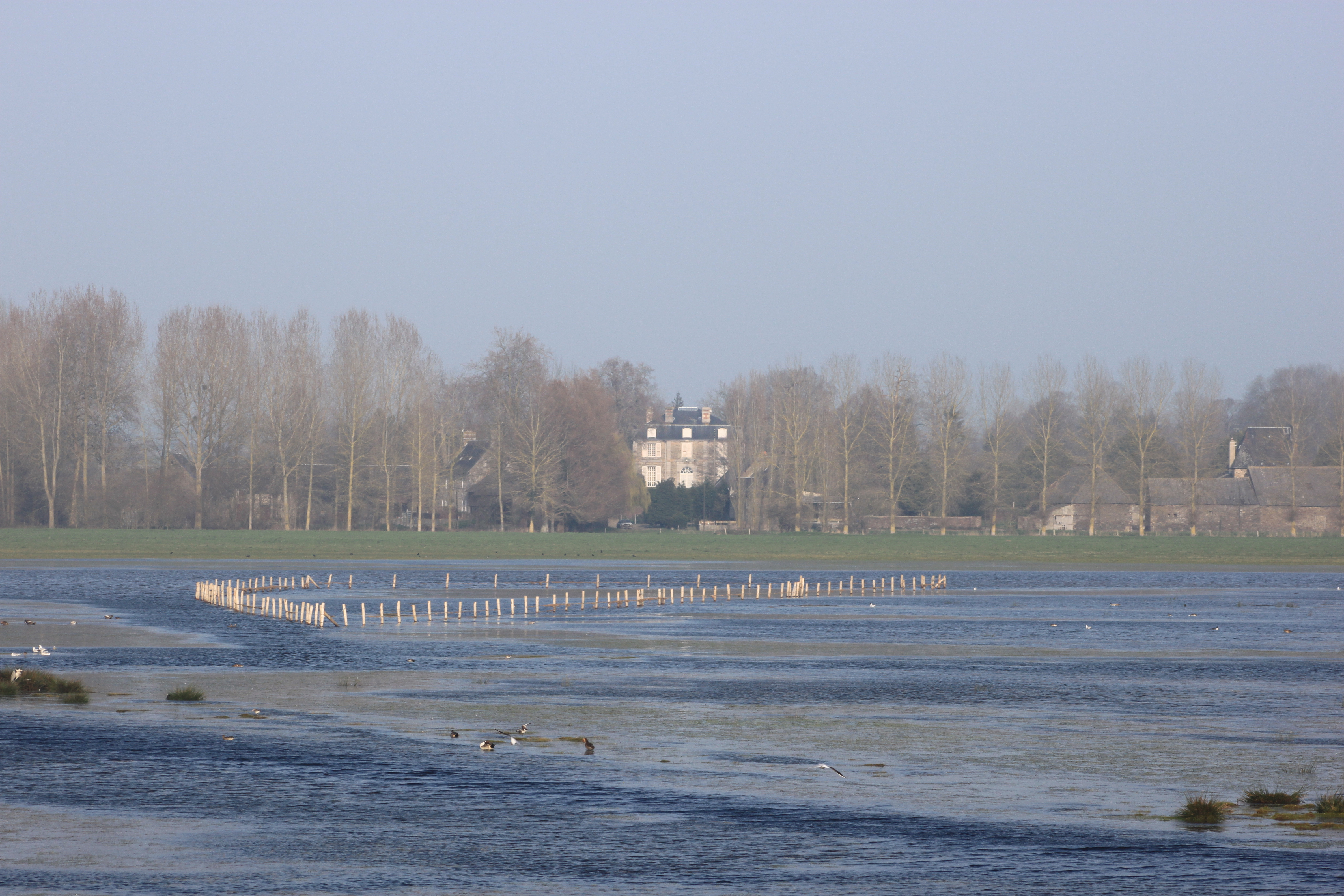
Le marais de Sougéal en hiver.

### Personnalités liées à la commune
Le père d'Évelyne Thomas, la journaliste, est natif de Sougeal.

### Héraldique
| Blason de Sougeal | Blason  | Écartelé : aux 1er et 4e d'argent à une plante de sinople fleurie d'or, aux 2e et 3e de gueules à un canard colvert contourné, essorant, au naturel. |
| Blason de Sougeal | Détails | Adopté. |